# Мельник, Ярослав Владимирович
Яросла́в Влади́мирович Ме́льник (укр. Ярослав Володимирович Мельник; род. 6 января 1980, Дубровица, Ровенская область) — украинский дипломат. Чрезвычайный и полномочный посол в Бельгии с 21 июля 2025 года. Чрезвычайный и полномочный посол Украины в Италии с 20 сентября 2020 по 21 июля 2025 года. Чрезвычайный и полномочный посол Украины в Сан-Марино с 11 августа 2021 по 21 июля 2025 года. Чрезвычайный и полномочный посол Украины в Мальте с 13 декабря 2021 по 21 июля 2025 года. Постоянный представитель Украины при Продовольственной и сельскохозяйственной организации (ФАО) Организации Объединённых Наций с 29 января 2021 по 21 июля 2025 года.

## Биография
Родился 6 января 1980 года в городке Дубровица Ровненской области.
С 1996 по 2002 год учился в Институте международных отношений КНУ им. Шевченко. Получил профессию магистра международных отношений и переводчика по английскому языку.
В 2012 году завершил обучение в Институте последипломного образования Национального университета водного хозяйства и природопользования по специальности экономиста.
В 1998—2000 годах — переводчик Государственного предприятия «Универсальное агентство по продаже авиаперевозок» (Киев).
В 2000—2001 годах — менеджер АОЗТ «Первая международная страховая группа» (Киев).
В 2001—2002 годах — руководитель департамента имущественного страхования ОДО «Киевское страховое общество».
5 июля 2002 года принял Присягу государственного служащего.
С 2002 по 2008 год — ведущий специалист, заведующий сектором, заместитель начальника Управления Секретариата Кабинета Министров Украины, заместитель Руководителя Протокола премьер-министра Украины, г. Киев.
С 2008 по 2010 год — заместитель руководителя торгово-экономической миссии Посольства Украины в Итальянской Республике при Генеральном консульстве в Милане Министерства экономики Украины.
С 2010 по 2014 год — первый заместитель Руководителя Главного управления Государственного Протокола и Церемониала Администрации президента Украины.
9 апреля 2014 года назначен Руководителем Главного департамента Государственного Протокола и Церемониала Администрации президента Украины.
С 21 сентября 2020 по 21 июля 2025 года — чрезвычайный и полномочный посол Украины в Итальянской Республики.
С 29 января 2021 по 21 июля 2025 года — постоянный представитель Украины при Продовольственной и сельскохозяйственной организации (ФАО) Организации Объединённых Наций.
С 11 августа 2021 по 21 июля 2025 года — чрезвычайный и полномочный посол Украины в Республике Сан-Марино по совместительству.
С 13 декабря 2021 по 21 июля 2025 года — чрезвычайный и полномочный посол Украины в Республике Мальта по совместительству.
С 21 июля 2025 года — чрезвычайный и полномочный посол Украины в Королевстве Бельгия.

## Личная жизнь
Женат, вместе с женой воспитывает сына и дочь.
Владеет английским и итальянским языками.

## Дипломатический ранг
- Чрезвычайный и полномочный посланник 1 класса (август 2012)
- Чрезвычайный и полномочный посол Украины (август 2015)[8]

## Государственные награды
- Орден «За заслуги» III степени[9]